# Stationen der Erinnerung in Wien-Innere Stadt

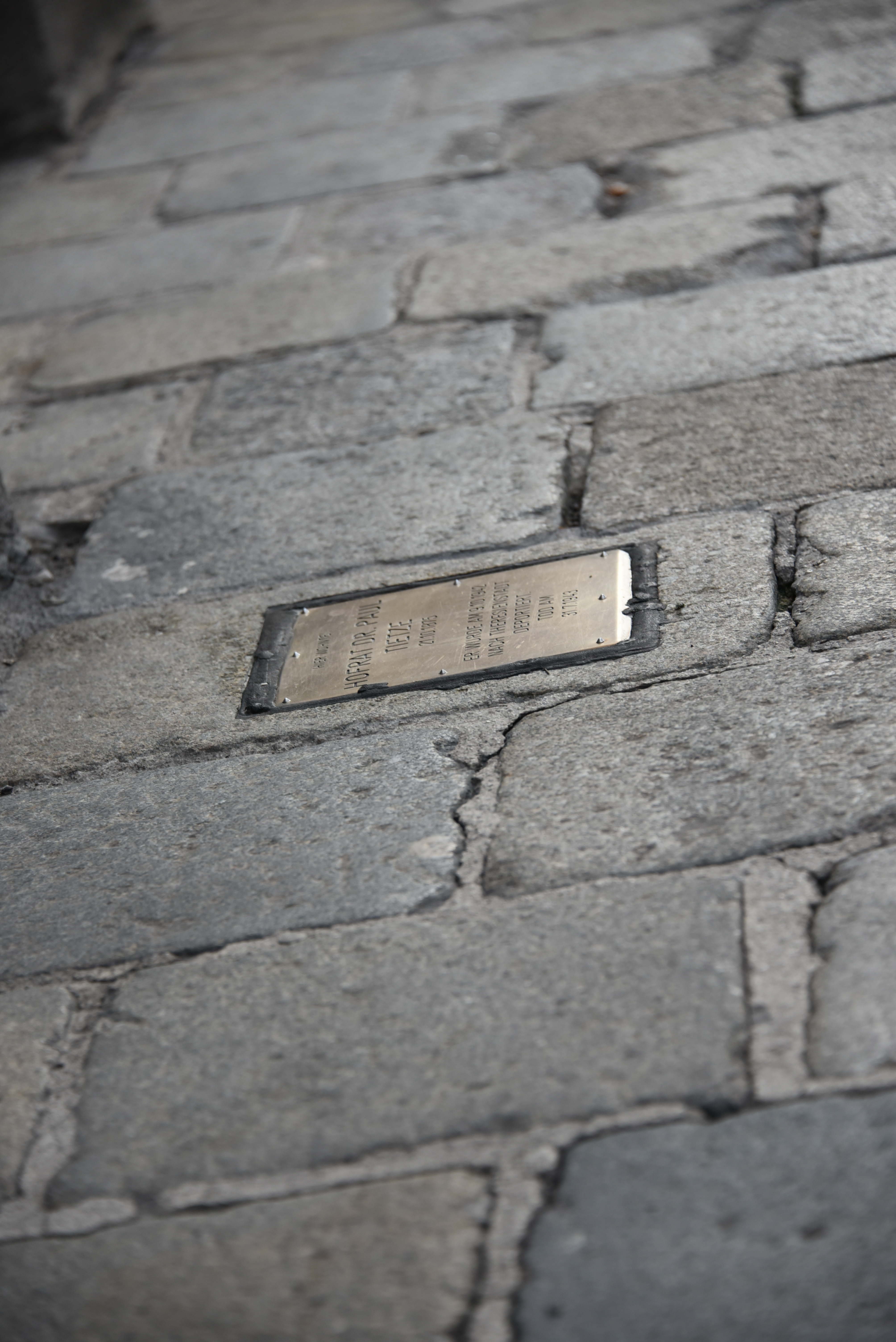
Erinnerungsstein für Hofrat Dr. Paul Tietze im 1. Bezirk in Wien (Innere Stadt)

Die Stationen der Erinnerung in Wien-Innere Stadt enthält die Erinnerungssteine im Wiener Gemeindebezirk Wien-Innere Stadt, die an das Schicksal der Menschen erinnern, welche von den Nationalsozialisten ermordet, deportiert, vertrieben oder in den Suizid getrieben wurden. Die Verlegung erfolgt durch den Verein Steine der Erinnerung mit Sitz in der Leopoldstadt.
Das Konzept der Wiener Erinnerungs- und Gedenksteine beruht auf dem der Stolpersteine von Gunter Demnig und wird von diesem als Plagiat bezeichnet. Die hier abgebildeten Erinnerungssteine unterscheiden sich von Demnigs Stolpersteinen (a) durch ihre Größe, sie sind viermal so groß, (b) dadurch, dass sie zumeist mehrere Personen auf einem Erinnerungsstein würdigen, (c) dass sie maschinell gefertigt wurden und nicht von Hand.
Die Tabelle ist teilweise sortierbar; die Grundsortierung erfolgt alphabetisch nach dem Ort der Verlegung.

## Erinnerungssteine
| Bild                                                             | Name | Standort                                                           | Leben |
| ---------------------------------------------------------------- | --- | ------------------------------------------------------------------ | --- |
|                                                                  | Regine Brüll (geb. Bock) | Ballgasse 4 ·                                                      | Regine Brüll wurde am 14. Oktober 1884 in Gewitsch als Tochter von Leopold und Rosalia Bock geboren. Sie hatte acht Geschwister, darunter auch Paula Spiegler. Sie heiratete 1922 den Witwer Moritz Brüll (1861–1942), das Paar hatte einen Sohn: Shmuel (Leopold) Avriel. Ihr Ehemann hatte aus erster Ehe mit Johanna geb. Kohl (1871–1911) drei Kinder: Josef (1892–1938), Margarethe (1898–1964) und Paul (1893–1942). Am 17. Juli 1942 wurde Regine Brüll ins KZ Auschwitz deportiert und dort vom NS-Regime ermordet. Ihr Stiefsohn Paul wurde in Maly Trostinec ermordet. Ihr Sohn konnte sich in Sicherheit bringen, heiratete Liesl Hirsch (1925–1992) und hatte mit ihr einen Sohn, Ariel Avriel-Sheffer. Er lebte in Israel, nannte sich Shmuel Avriel und verstarb 1988. Der Enkelsohn von Regine Brüll kam zur Verlegung des Erinnerungssteines nach Wien. |
| Alice Spiegler (geb. Stadler)                                    | | Ballgasse 4 ·                                                      | |
| Erich Spiegler                                                   | Erich Spiegler war der Sohn von Karl und Paula Spiegler und der Neffe von Regine Brüll. Er wurde am 31. März 1911 geboren und hatte väterlicherseits eine Halbschwester: Berta Brandeis (geb. 1903). Er heiratete Alice geb. Stadler, wurde deportiert und am 12. Oktober 1941 in Zasavica bei Sabac vom NS-Regime erschossen. | Ballgasse 4 ·                                                      | |
| Paula Spiegler (geb. Bock)                                       | Paula Spiegler wurde am 27. September 1873 in Gewitscht als Tochter von Leopold und Rosalia Bock geboren. Sie hatte acht Geschwister: Alexander, Anna, Berta, Eduard, Eugen, Julius, Leo und Regine später verehel. Brüll. Sie heiratete Karl Spiegler (geb. 1866) und hatte mit ihm einen Sohn, Erich. Dieser heiratete Alice Stadler. Sohn und Schwiegertochter wurden in Zasavica bei Saba ermordet, Schwester Regine im KZ Auschwitz. Paula Spiegler wurde 1942 ins Ghetto Theresienstadt deportiert und 1944 im KZ Auschwitz-Birkenau ermordet. | Ballgasse 4 ·                                                      | |
|                                                                  | ZUM GEDENKEN AN 12 JÜDISCHE FRAUEN UND MÄNNER, DIE IN DIESEM HAUS GEWOHNT HABEN UND VON DEN NAZIS ERMORDET WORDEN SIND | Biberstraße 22 ·                                                   | Zusätzlich zu den namentlich Erwähnten wurden aus diesem Haus folgende Menschen deportiert und ermordet: - Jacob Ehrlich, geboren am 2. Mai 1878 in Lemberg, deportiert aus Drancy am 4. März 1943 nach Sobibor oder Majdanek - Klara Gronner, geboren am 6. Juli 1882 in Odessa, deportiert am 26. Jänner 1942 nach Riga - Paula Heller, geboren am 12. August 1861, deportiert am 19. Oktober 1941 ins Ghetto Litzmannstadt und dort ermordet am 16. Jänner 1942 - Flora Hertzka, geboren am 23. Juli 1883 in Wien, deportiert am 9. April 1942 nach Izbica - Benno Kornfeld, geboren am 12. Februar 1889 in Budapest, deportiert am 16. Jänner 1942 nach Riga - Sigmund Moritz Löwy, geboren am 12. September 1885 in Gloggnitz, ermordet am 12. Oktober 1941 in Zasavica bei Sabac - Theodor Menzel, geboren am 17. März 1876 in Mistelbach, deportiert aus Luxemburg am 18. Oktober 1941 ins Ghetto Litzmannstadt und dort ermordet am 23. Juli 1942 - Anna Maria Rosenfeld, geboren am 28. Dezember 1867, deportiert am 19. Oktober 1941 ins Ghetto Litzmannstadt und dort ermordet am 13. April 1942 - Julius Rosenfeld, geboren am 1. Dezember 1876 in Graz, deportiert am 19. Oktober 1941 ins Ghetto Litzmannstadt und dort ermordet am 21. Juli 1942 |
| Oskar Feigl                                                      | | Biberstraße 22 ·                                                   | |
| Emma Neumann (geb. Weissenstein)                                 | | Biberstraße 22 ·                                                   | |
| Mathilde Wechsberg (geb. Karpelesz)                              | Mathilde Wechsberg wurde am 16. Oktober 1869 in Körmend als Tochter von Fanni und Heinrich Karpelesz geboren. Sie hatte eine zwei Jahre ältere Schwester, Rosa Thiersfeld, die bereits 1913 verstarb. Sie heiratete Ludwig Wechsberg, der am 30. März 1866 in Frýdek-Místek geboren wurde. Das Paar hatte vier Kinder – den Sohn Felix (geb. 1895) und die Töchter Erna Markovics (1897), Gertrude Giszer (1899) and Hedwig Wechsberg (1900). Mathilde Wechsberg wurde am 2. November 1941 ins Ghetto Litzmannstadt deportiert, wo sie am 15. März 1942 ermordet wurde. | Biberstraße 22 ·                                                   | |
|                                                                  | Alfred Stutz | Börsegasse 10 ·                                                    | Alfred Stutz wurde am 2. November 1871 geboren. Er musste seine Wohnung verlassen und in eine Sammelwohnung in der Rembrandstraße 13 in der Leopoldstadt übersiedeln, wurde am 14. Juli 1942 ins Ghetto Theresienstadt deportiert und im September 1942 im Vernichtungslager Treblinka vom NS-Regime ermordet. |
|                                                                  | Bela Pinkas Klein | Drahtgasse 3 · (Wandtafel) ·                                       | |
| Frieda Klein (geb. Schlesinger)                                  | | Drahtgasse 3 · (Wandtafel) ·                                       | |
| Hermine Klein (geb. Schlesinger)                                 | | Drahtgasse 3 · (Wandtafel) ·                                       | |
| Jacques Klein                                                    | | Drahtgasse 3 · (Wandtafel) ·                                       | |
| Sofie Schlesinger                                                | | Drahtgasse 3 · (Wandtafel) ·                                       | |
|                                                                  | Clara Lichtenstein-Chary | Franz Josefs-Kai 21 ·                                              | |
| Gerda Lichtenstein                                               | | Franz Josefs-Kai 21 ·                                              | |
|                                                                  | Arabella Deutsch (geb. ?) | Gonzagagasse 8 ·                                                   | |
| Elsa Färber (geb. Lackenbacher)                                  | | Gonzagagasse 8 ·                                                   | |
| Eva Färber                                                       | | Gonzagagasse 8 ·                                                   | |
| Zum Gedenken an 21 jüdische Frauen und Männer und an vier Kinder | | Gonzagagasse 8 ·                                                   | |
|                                                                  | Margarethe Deutsch (geb. Joki) | Heinrichsgasse 3 ·                                                 | |
| Risa Herz (geb. ?)                                               | | Heinrichsgasse 3 ·                                                 | |
| Adolf Kessler                                                    | | Heinrichsgasse 3 ·                                                 | |
| Geza Pajor                                                       | | Heinrichsgasse 3 ·                                                 | |
|                                                                  | Zum Gedenken an 34 jüdische Frauen und Männer und an zwei Kinder | Heinrichsgasse 3 ·                                                 | Zum Gedenken an 34 jüdische Frauen und Männer und an zwei Kinder |
|                                                                  | Sidonie Beermann (geb. Silbermann) | Judengasse 5 ·                                                     | Sidonie Beermann geb. Silbermann wurde am 23. September 1880 geboren. Sie wurde am 15. Oktober 1941 ins Ghetto Lodz deportiert und am 15. Mai 1942 im Vernichtungslager Chelmno vom NS-Regime ermordet. |
| Wilhelm Beermann                                                 | | Judengasse 5 ·                                                     | |
| Malvine Fried (geb. Beermann)                                    | | Judengasse 5 ·                                                     | |
| Johanna Windholz (geb. Beermann)                                 | | Judengasse 5 ·                                                     | |
|                                                                  | Zum Gedenken an 44 jüdische Frauen und Männer | Passauer Platz 6 ·                                                 | |
|                                                                  | Elfriede Falkner (geb. Ranzenhofer) | Passauer Platz 6 ·                                                 | |
| Irene Forster                                                    | | Passauer Platz 6 ·                                                 | |
| Marta Ranzenhofer (geb. ?)                                       | | Passauer Platz 6 ·                                                 | |
| Hugo Theimer (geb. ?)                                            | | Passauer Platz 6 ·                                                 | |
|                                                                  | Arpad Grünwald | Petersplatz 3 ·                                                    | Arpad Grünwald wurde am 6. Dezember 1896 in Wien geboren. Am 19. April 1944 wurde er vom SS-Sammellager Mechelen ins KZ Bergen-Belsen deportiert. Am 13. Jänner 1945 wurde er im KZ Natzweiler-Struthof ermordet. |
| Friederike Grünwald                                              | Friederike Grünwald wurde am 1. März 1872 in Wien geboren. Am 20. August 1942 wurde sie von dort aus ins Ghetto Theresienstadt deportiert. Am 26. September 1942 wurde sie ins Vernichtungslager Treblinka deportiert und dort ermordet. | Petersplatz 3 ·                                                    | |
|                                                                  | Karl Jakob Kohn | Rabensteig 2 ·                                                     | Karl Jakob Kohn wurde am 13. Oktober 1894 in Stanislau in der heutigen Ukraine geboren. Er wurde am 7. Dezember 1943 von Frankreich ins KZ Auschwitz deportiert und dort 1944 vom NS-Regime ermordet. |
|                                                                  | Paul Tietze | Rathausstraße 20 ·                                                 | Hofrat Dr. Paul Tietze wurde als Paul Taussig am 21. Oktober 1875 in Prag geboren. Er ging nach Wien, studierte Jus und wurde Rechtsanwalt. Seine Frau, Stefanie Tietze, entstammte einer adeligen Familie. Sie starb 1939 in Wien. Paul Tietze wurde enteignet, musste seine Wohnung verlassen und in eine Sammelwohnung ziehen. Als letzte Wohnadresse vor der Deportation ist die Spiegelgasse 10/8 bekannt. Er wurde am 9. Oktober 1942 ins Ghetto Theresienstadt deportiert und kam dort am folgenden Tag mit 1.323 weiteren Menschen mit dem dreizehnten Transport an. Er trug die Transportnummer 1119. Paul Tietze wurde am 31. Juli 1943 im Theresienstadt vom NS-Regime ermordet. Bei der Eröffnung des Steines sprachen David Tietze, der eigens dafür aus Australien angereist war, und Arif Caglar, Obmann der Internationalen Hans Tietze und Erica Tietze-Conrat Gesellschaft. David Tietze ist der Enkelsohn des Kunsthistorikers Hans Tietze (1880–1954), einem Neffen des Gewürdigten, der rechtzeitig emigrieren konnte. |
|                                                                  | Alexander Sohr | Schaufflergasse 2 ·                                                | Alexander Sohr betrieb gemeinsam mit Edmund Sohr ein Damenmantelgeschäft. Das Haus konnte während der Kaiserzeit den Status eines Hoflieferanten erreichen. Das Geschäft wurde vom NS-Regime „arisiert“, die Besitzer wurden ermordet. |
| Edmund Sohr                                                      | | Schaufflergasse 2 ·                                                | |
|                                                                  | Edith Ball (geb. Hallwig) | Spiegelgasse 3 ·                                                   | |
| Egon Ball                                                        | | Spiegelgasse 3 ·                                                   | |
| Johann Ball                                                      | | Spiegelgasse 3 ·                                                   | |
|                                                                  | Herbert Hallwig | Spiegelgasse 3 ·                                                   | |
| Margarethe Hallwig (geb. Lasch)                                  | | Spiegelgasse 3 ·                                                   | |
|                                                                  | ZUM GEDENKEN AN 45 JÜDISCHE FRAUEN, MÄNNER UND KINDER, DIE HIER GEWOHNT HABEN UND VON DEN NAZIS DEPORTIERT UND ERMORDET WORDEN SIND | Sterngasse 2 ·                                                     | |
| Gertrude Binder (geb. Meyer)                                     | | Sterngasse 2 ·                                                     | |
| Moritz Binder                                                    | | Sterngasse 2 ·                                                     | |
|                                                                  | Gisela Binder | Sterngasse 2 ·                                                     | |
| Isidor Binder                                                    | | Sterngasse 2 ·                                                     | |
| Johann Binder                                                    | | Sterngasse 2 ·                                                     | |
| Wilhelm Binder                                                   | | Sterngasse 2 ·                                                     | |
|                                                                  | Julia Sprecher (geb. Joki) | Werdertorgasse 15 ·                                                | |
| Anneliese Klara Weiss (geb. ?)                                   | | Werdertorgasse 15 ·                                                | |
| Margarete Weiss (geb. ?)                                         | | Werdertorgasse 15 ·                                                | |
| Walter Josef Weiss                                               | | Werdertorgasse 15 ·                                                | |
|                                                                  | ZUM GEDENKEN AN DIE 45 JÜDISCHE FRAUEN, MÄNNER UND KINDER, DIE IN DIESEM HAUS AUF ENGSTEM RAUM IN SAMMELWOHNUNGEN LEBEN MUSSTEN, EHE SIE VON DEN NAZIS DEPORTIERT UND ERMORDET WORDEN SIND | Werdertorgasse 17 · (Wandtafel, linke Hälfte) · (Wien Kulturgut) · | |
|                                                                  | Leopold Feldstein | Werdertorgasse 17 · (Wandtafel, rechte Hälfte) ·                   | |
| Mathilde Feldstein (geb. Weinberger)                             | | Werdertorgasse 17 · (Wandtafel, rechte Hälfte) ·                   | |
| Alice Meth (geb. ?)                                              | | Werdertorgasse 17 · (Wandtafel, rechte Hälfte) ·                   | |
| Robert Willi Meth                                                | | Werdertorgasse 17 · (Wandtafel, rechte Hälfte) ·                   | |
|                                                                  | Alexander Nagler | Wipplingerstraße 13 ·                                              | Alexander Nagler wurde am 25. August 1904 in Czernowitz als Sohn von Broncia und Leon Nagler geboren. Er hatte zumindest zwei Brüder, Markus und Moritz. Nach der Annexion Österreichs durch Hitler-Deutschland konnte er nach Frankreich flüchten. Im Juni 1943 heiratete er Charlotte Salomon (1917–1943), die postum als Malerin und Schriftstellerin weltberühmt wurde. Das Ehepaar wurde verraten, am 24. September 1943 in Nizza verhaftet und am 27. September in das Sammellager Drancy bei Paris verschleppt. Am 7. Oktober 1943 wurden beide mit Transport 60 in das Konzentrationslager Auschwitz-Birkenau deportiert. Charlotte Salomon war zu diesem Zeitpunkt im fünften Monat schwanger. Mit hoher Wahrscheinlichkeit wurde sie unmittelbar nach der Ankunft in Auschwitz am 10. Oktober 1943 vergast. Alexander Nagler wurde am 2. Januar 1944 vom NS-Regime ermordet. Seine Eltern und seine Tante Hela Wang geb. Blaushtein wurden ebenfalls ermordet. Beide Brüder überlebten. Moritz Nagler kehrte nach Wien zurück und wirkte als Arzt. |
| Broncia Nagler (geb. Blaushtein)                                 | Broncia Serka Nagler geb. Blaushtein, auch Breina, wurde am 1. Juni 1878 in Lemberg (heute: Lwiw) geboren. Ihre Eltern waren Shimon und Sheindl Blaushtein. Sie hatte zumindest eine Schwester, Hela. Sie heiratete Leon Nagler und lebte mit ihm in Czernowitz. Das Paar hatte zumindest drei Söhne, Alexander, Markus und Moritz. Die Familie zog nach Wien und wohnte in der Wipplingerstraße 13. Nach der Annexion Österreichs durch Hitler-Deutschland musste das betagte Ehepaar in eine Sammelwohnung in der Schreigasse 12/8 in der Leopoldstadt übersiedeln. Am 30. März 1943 wurden Broncia und Leon Nagler mit Transport IV/14f ins KZ Theresienstadt deportiert. Ihre Transportnummer war 455. Dort verstarb ihr Ehemann am 19. April 1943. Broncia Nagler wurde ins KZ Auschwitz deportiert und dort vom NS-Regime ermordet. Ihre Schwester Hela Wang geb. Blaushtein kam ebenfalls in Theresienstadt ums Leben. Ihren Söhnen gelang die Flucht, jedoch wurde Alexander Nagler gemeinsam mit seiner Ehefrau Charlotte Salomon von den Nazis in Südfrankreich verhaftet. Beide wurden zuerst nach Drancy, dann nach Auschwitz deportiert und dort ermordet. Moritz Nagler kehrte nach Wien zurück, lebte in der elterlichen Wohnung und wirkte als Arzt. | Wipplingerstraße 13 ·                                              | |
| Leon Nagler                                                      | Leon Nagler, auch Lion oder Leibisch Nagler, wurde am 23. Jänner 1868 in Czernowitz geboren. Seine Eltern waren Mozes und Nekha Nagler. Er heiratete Broncia geb. Blaushtein. Das Paar hatte zumindest drei Söhne, Alexander, Markus und Moritz. Die Familie zog nach Wien und wohnte in der Wipplingerstraße 13 im Ersten Bezirk. Nach der Annexion Österreichs durch Hitler-Deutschland musste das betagte Ehepaar in eine Sammelwohnung in der Schreigasse 12/8 in der Leopoldstadt übersiedeln. Am 30. März 1943 wurden Broncia und Leon Nagler mit Transport IV/14f ins KZ Theresienstadt deportiert. Seine Transportnummer war 454. Dort verstarb Leon Nagler am 19. April 1943. Broncia Nagler wurde ins KZ Auschwitz deportiert und dort vom NS-Regime ermordet. Den drei Söhnen gelang die Flucht, jedoch wurde Alexander Nagler gemeinsam mit seiner Ehefrau Charlotte Salomon im September 1943 von den Nazis in Südfrankreich verhaftet. Beide wurden zuerst nach Drancy, dann nach Auschwitz deportiert und dort ermordet. Moritz Nagler kehrte nach Wien zurück, lebte in der elterlichen Wohnung und wirkte als Arzt. | Wipplingerstraße 13 ·                                              | |
|                                                                  | Ernestine Posamentier (geb. Schick) | Zelinkagasse 10 ·                                                  | Ernestine Posamentier geb. Schick wurde am 14. September 1876 in Wien geboren. Ihre Eltern waren Joseph und Julie Schick, auch Julia genannt. Sie heiratete Heinrich Posamentier. Das Paar hatte zumindest zwei Kinder, Tochter Charlotte und Sohn Ernest. Am 28. November 1941 wurde das betagte Ehepaar verhaftet und mit Transport 12 ins Ghetto Minsk deportiert. Ihre Transportnummer war 139. Dort wurden Ernestine Posamentier und ihr Ehemann vom NS-Regime ermordet. Tochter und Sohn überlebten. Anlässlich der Verlegung des Erinnerungssteines reisten folgende Familienmitglieder an: Enkelsohn Alfred Posamentier aus New York, Vivianne Walther-Kohn aus der Schweiz und Valeria Kohn aus Brasilien. |
| Heinrich Posamentier                                             | Heinrich Posamentier wurde am 27. Mai 1873 in Wien geboren. Seine Eltern waren Samuel Posamentier (1835–1901) und Charlotte geb. Broch oder Bree (1838–1899). Er hatte drei Schwestern und einen Bruder, der bereits als Kleinkind verstarb. Er heiratete Ernestine geb. Schick. Das Paar hatte zumindest zwei Kinder, Tochter Charlotte und Sohn Ernest. Am 28. November 1941 wurde das betagte Ehepaar verhaftet und mit Transport 12 ins Ghetto Minsk deportiert. Seine Transportnummer war 140. Dort wurden Heinrich Posamentier und seine Ehefrau vom NS-Regime ermordet. Seine Tochter und sein Sohn konnten sich rechtzeitig in Sicherheit bringen. | Zelinkagasse 10 ·                                                  | |

## Verlegedaten
Die Stationen der Erinnerung in Wien-Innere Stadt wurden an folgenden Tagen verlegt:
- 2. Juli 2009: Ballgasse 4, Franz Josefs-Kai 21
- 4. Juli 2010: Passauer Platz 6 (2), Schaufflergasse 2
- 3. Juni 2011: Biberstraße 22
- 2. Juli 2011: Petersplatz 3, Werdertorgasse 15, Werdertorgasse 17 (Wandtafel), Wipplingerstraße 13
- 28. April 2012: Drahtgasse 3 (Wandtafel), Heinrichsgasse 3 (2)
- 30. Juni 2012: Rathausstraße 20
- 4. Juni 2013: Börsegasse 10, Judengasse 5, Rabensteig 2, Zelinkagasse 10
- 13. Jun. 2014: Gonzagagasse 8, Spiegelgasse 3 (2), Sterngasse 2 (2)